# Haplocyclops fiersi
Haplocyclops fiersi – gatunek widłonoga z rodziny Cyclopidae. Nazwa naukowa tych skorupiaków została opublikowana w 2005 roku przez Tomislava Karanovicia i Yenumula Ranga Reddy'ego.